# Delano Las Vegas
Delano Las Vegas är ett hotell som ligger på tomten till kasinot Mandalay Bay i Paradise, Nevada i USA. Den ägs av MGM Growth Properties och drivs av MGM Resorts International, där de använder hotellvarumärket Delano på licens från Morgans Hotel Group. Hotellet har totalt 1 118 hotellsviter och fyra restauranger.
Den 23 maj 2002 meddelade Mandalay Resort Group att man skulle expandera sin hotellverksamhet med att uppföra en skyskrapa intill Mandalay Bay för minst $200 miljoner. I oktober 2003 namngavs skyskrapan med namnet Thehotel at Mandalay Bay, marknadsfört som THEhotel at Mandalay Bay, och öppnades i december. 2005 fick Mandalay Bay nya ägare när MGM Mirage (idag MGM Resorts International) köpte Mandalay Resort Group. Året efter beslutade man att förenkla hotellnamnet och bytte till Thehotel. Den 6 augusti 2012 meddelade MGM Resorts International att hotellet skulle renoveras, där alla sviter och allmänna ytor som barer, nattklubbar och restauranger skulle göras om. Den skulle också byta namn från Thehotel till Delano Las Vegas. Renoveringen blev klar den 2 september 2014.